# FUKAIPRODUCE羽衣
FUKAIPRODUCE羽衣（ふかいぷろでゅーすはごろも）は、日本の小劇場の劇団。
現在の作・演出・音楽を担当する糸井幸之介を中心に前身となる「劇団 劇団」を結成、解散後、2004年に女優の深井順子がプロデューサーとなり唯一無二の「妙―ジカル」を上演するための団体として結成。
「妙ージカル」とは「奇妙なミュージカル」の意である。

## 概要
2006年、2007年、ディレクターであるチェルフィッチュ岡田利規の評価を受け、連続してこまばアゴラ劇場冬のサミットに参加。
2007年、「よるべナイター」にて2007年度サンモールスタジオ最優秀演出賞を受賞。
2008年、CoRich舞台芸術まつり!2008にて深井順子が俳優賞を受賞。同年、世田谷区芸術アワード”飛翔”を受賞し、シアタートラムネクスト・ジェネレーションVol.2にて「あのひとたちのリサイタル」(2010年)を再演。
2009年、LIVE活動を開始。2015年現在まで吉祥寺スターパインズカフェを中心に年一回LIVEを行っている。
2012年、「耳のトンネル」にてCoRich舞台芸術まつり!2012春にてグランプリを受賞、日高啓介が俳優賞を受賞。同年、クオータースターコンテスト（演劇動画コンテスト）にて「浴槽船」でグランプリを受賞。
2018年、「瞬間光年」（2017年上演）にて第62回岸田國士戯曲賞最終候補となる。 
2020年、アルバム『果物夜曲』配信リリース。
2024年7月21日、劇団の解散を発表。

## 公演作品
- ジェントル・マミー（2005年）
- 張り裂けソーネ（2006年）
- ROYALSTREETFLASH!!!!!!（2006年）
- あのひとたちのリサイタル（2007年）※2006年こまばアゴラ劇場冬のサミット
- よるべナイター（2006年）※2007年度サンモールスタジオ最優秀演出賞受賞
- 宿題と遠吠え（2007年）※2007年こまばアゴラ劇場冬のサミット
- ROMANCEPOOL（2008年）
- Y . I（2009年）
- 朝霞と夕霞と夜のおやすみ（2009年）
- あのひとたちのリサイタル（2010年）※シアタートラム ネクスト・ジェネレーションvol.2参加
- 愛死に（2010年）※芸劇が注目する才能たち、「芸劇eyes」参加
- 『も字たち』いじけじゃない虚無Ver./やけくそじゃない享楽Ver.（2010年）
- 甘え子ちゃん太郎（2011年）
- 耳のトンネル（2012年）※CoRich舞台芸術まつり!2012春グランプリ
- サロメvsヨカナーン（2013年）※芸劇eyes plus参加
- Still on a roll (2013年）
- 女装、男装、冬支度(2014年）※演劇村フェスティバル参加
- 耳のトンネル(2014年)※再演
- よるべナイター(2014年)※10周年特別記念公演として青山円形劇場にて再演。
- ABCDEFGH(2015年)※三重県文化会館のみで上演
- 橙色の中古車(2015年)※ひた演劇祭参加作品を東京、京都で再演。深井順子一人芝居。
- イトイーランド(2016年)
- 愛死に(2017年)※再演
- 瞬間光年(2017年)
- 春母夏母秋母冬母(2018年)※深井順子40歳記念
- 『瞬間光年』-リーディングver. -(2018年)※ワークインプログレス　vol.1
- ピロートーキングブルース(2019年)
- スモール アニマル キッス キッス(2020年)
- おねしょのように(2021年)
- ニュー甘え子ちゃん太郎(2021年)※FUKAIPRODUCE羽衣　トライアル公演
- プラトニック・ボディ・スクラム(2023年)※第33回下北沢演劇祭参加作品
- 女装、男装、冬支度(2023年)※再演

## LIVE
劇中で使用された楽曲を生バンドの演奏により音楽ライブ形式にてライブハウスで行われる定期ライブ。
毎回小劇場で活動するゲストも参加する。

### これまでの主なゲスト
- 藤一平
- 西田夏奈子
- 伊藤昌子
- 岩井秀人(ハイバイ)
- 三浦直之(ロロ)
- 金子岳憲
- 森下亮(クロムモリブデン)
- 松井周(サンプル)
- 多田淳之介(東京デスロック)
- 加藤靖久(AND ENDLESS)
- 野田秀樹
- 大谷亮介
- 古田敦也